# Spec Ops: The Line
Spec Ops: The Line è un videogioco sparatutto in terza persona sviluppato dalla Yager Development e pubblicato dalla 2K Games. Il gioco è stato pubblicato in America Settentrionale per Microsoft Windows, Xbox 360 e PlayStation 3 il 26 giugno 2012, mentre in Europa il 29 giugno 2012. È stato annunciato ufficialmente in occasione del Spike Video Game Awards il 12 dicembre 2009.
Il gioco è ispirato al racconto di Joseph Conrad, noto come Cuore di tenebra, e contiene numerosi riferimenti al film Apocalypse Now e alle tematiche della Guerra del Vietnam.

## Trama

### Introduzione
Sei mesi prima degli eventi del gioco, una serie di fortissime tempeste di sabbia si dirigeva verso Dubai, la più ricca e fiorente città degli Emirati Arabi Uniti. Ma le notizie sulle tempeste furono messe a tacere dai politici e dall'élite di Dubai che, nel frattempo, se la davano a gambe, lasciando la popolazione locale e i lavoratori stranieri in balia degli eventi.
Quando le tempeste raggiunsero Dubai, il pluridecorato colonnello dell'US Army John Konrad, tornato recentemente dall'Afghanistan, si offrì volontario insieme al suo 33º battaglione (fittizio battaglione dell'US Army, più comunemente noto come "i dannati del 33°") per aiutare ad evacuare la città. Poco dopo, al colonnello fu ordinato di abbandonare la città e i suoi superstiti, ma egli disubbidì agli ordini e disertò insieme al suo battaglione, restando a Dubai, pur di aiutare la popolazione locale ad evacuare la città.
Nei giorni successivi, le tempeste di sabbia peggiorarono ulteriormente, con venti che superavano i 120 km/h, frantumando i vetri, uccidendo la maggior parte della popolazione, ricoprendo l'intera città di sabbia ed infine distruggendo e/o seppellendo interi edifici. Di conseguenza, durante le tempeste, Dubai fu inglobata in un muro di sabbia, rendendo impossibile il volo, le trasmissioni radio ed ogni tipo di trasmissione e ricognizione satellitare. Durante i suddetti eventi, il 33° ha instaurato la legge marziale facendo, però, molta fatica a mantenere l'ordine, a causa delle forti tempeste di sabbia, le continue rivolte e la scarsità delle risorse a disposizione sia per l'esercito, sia per la popolazione locale. L'ultima comunicazione proveniente da Dubai diceva che Konrad e il suo 33° stava guidando un convoglio con migliaia di civili fuori dalla città.
Due settimane prima dell'inizio del gioco, una trasmissione breve e molto chiara viene captata al di fuori del muro di sabbia: "Parla il colonnello John Konrad, esercito degli Stati Uniti. L'evacuazione di Dubai è stata un fallimento. Bilancio vittime... Troppo alto...". Infatti ben 1.300 civili erano morti durante la fallita evacuazione e la popolazione di Dubai si era ridotta a circa 5.000 persone. Il comando statunitense decide di mandare clandestinamente una squadra della Delta Force a Dubai, la squadra è composta dal capitano Martin Walker, leader della squadra nonché il protagonista giocabile, dal tenente Alphonso Adams, esperto di armamenti pesanti, e dal sergente John Lugo, cecchino designato e medico della squadra. La missione è semplice: portare a termine una ricognizione, verificare se ci sono sopravvissuti e, infine, contattare il comando per l'estrazione.

### Prologo
Il gioco inizia con un Blackhawk che sorvola Dubai, inseguito da vari Little-Bird nemici, a bordo sono presenti Adams che pilota l'elicottero, Lugo e Walker che maneggia la minigun abbattendo diversi elicotteri nemici, ma l'elicottero si imbatte nel mezzo di una tempesta di sabbia mandandolo in avaria, la scena finisce quando un Little-bird, anch'esso in avaria si schianta contro il nostro Blackhawk.

### Capitolo 1 (L'evacuazione)
Il capitolo 1 è ambientato un paio di giorni prima del prologo, esso inizia con la squadra che attraversa il deserto durante una forte tempesta di sabbia, la squadra finalmente arriva a Dubai, trovandola quasi completamente sommersa dalla sabbia, nel frattempo Lugo ha triangolato la posizione del ricevitore radio captato due settimane fa e si trova a 800 metri circa dalla loro posizione. Walker ordina alla squadra di dirigersi là, essi percorrono un'autostrada piena di veicoli abbandonati e nel frattempo discutono della missione dicendo che è un'inutile perdita di tempo ed infine arrivano verso la sorgente del segnale radio dove c'è un piccolo avamposto abbandonato del 33°.
Lugo esamina la radiotrasmittente dicendo che non è di tipo militare ma che è stata fatta con parti di ricambio, mentre Adams trova all'interno di un Humvee, il cadavere di un soldato del 33° morto di recente con ferite da arma da fuoco, poco dopo spuntano alcuni insorti locali armati, che aprono il fuoco contro gli americani, costringendoli così a combattere per l'autostrada, fino a quando Lugo rileva una richiesta di soccorso da parte di una pattuglia del 33° che è sotto attacco da parte dei ribelli locali, Walker ordina alla squadra di dirigersi verso la posizione della pattuglia ed aiutarla.
La squadra Delta raggiunge la posizione della pattuglia che si trova all'interno di un aereo schiantato completamente circondato dai ribelli, Walker e i suoi decidono di ripulire l'intera area utilizzando armi silenziate, sfortunatamente arrivano troppo tardi verso la posizione designata trovando l'intera pattuglia massacrata tranne uno che agonizzante è riuscito a dire al capitano Walker che un componente della pattuglia, il tenente McPherson, è stato rapito dagli insorti e portato in un posto chiamato "nido", ma alla domanda del capitano che chiede se Konrad è ancora vivo, il soldato muore per le ferite riportate, Walker ordina ad Adams di trovare delle tracce che possano condurre al soldato rapito.

### Capitolo 2 (La Duna)
Walker comunica alla sua squadra che i parametri della missione sono cambiati; non è più di ricognizione ma di salvataggio. Adams e Lugo sono dubbiosi delle intenzioni del loro superiore, ma il capitano li assicura dicendo che se gli ordini sono di lasciare morire sopravvissuti allora preferisce non seguirli.
La squadra mentre cerca "il nido" raggiunge una stazione televisiva abbandonata, la ripuliscono dagli insorti locali e ad un certo punto sentono una voce di un DJ che proviene da altoparlanti (fatti con pezzi di ricambio, esattamente come la radiotrasmittente dell'autostrada) che comunica che il cessate il fuoco tra il 33° e la popolazione locale è terminato ed invita gli insorti ad arrendersi, Walker è ancora più determinato a scoprire che cosa è successo a Dubai durante quei 6 mesi.

### Capitolo 3 (Al di sotto)
La squadra dopo aver respinto un'imboscata, si ritrova all'interno di una sala da ballo abbandonata a causa del crollo della pavimentazione, i Delta rimangono bloccati nel salone a causa di una porta chiusa, gli insorti ne approfittano e tentano di sopraffarli, ma essi li respingono, i ribelli pur di ucciderli lanciano del C4 nel salone costringendo Walker e i suoi a sfondare la porta e scappare dalla stanza.
Arrivati alla stanza successiva i Delta si rendono conto che i ribelli li vogliono morti ad ogni costo, infatti Walker insiste di trovare il prima possibile il Col. Konrad ed andarsene, ma ad un certo punto Walker sente delle voci in lontananza, ed ordina ai suoi uomini di nascondersi dietro un bancone e di non intervenire in alcun modo. Nel frattempo due uomini (tra cui un americano) entrano nella stanza e l'americano discute in modo aspro con l'altro uomo (probabilmente uno degli insorti) sul perché era così necessario utilizzare il C4 su degli intrusi e successivamente l'americano chiede al ribelle dove si trova il prigioniero preso dall'aereo, il ribelle gli risponde che si trova di sotto, dalla conversazione emerge che l'americano si fa chiamare agente Castavinh.
La squadra Delta prova a seguire l'agente, ma viene scoperta ed è costretta a combattere contro gli insorti locali all'interno di un complesso e successivamente all'esterno nel bel mezzo di una tempesta di sabbia, finiti i combattimenti i tre uomini trovano un'entrata all'interno di un garage.

### Capitolo 4 (I rifugiati)
La squadra, addentratasi all'interno del garage,il quale si rivela un campo di fortuna per i sopravvissuti, proseguendo scopre una decina di soldati del 33° tutti giustiziati ed infine troviamo Castavinh che interroga il soldato rapito facendo domande su un deposito d'acqua (dall'interrogatorio emerge che Castavinh non è altro che un agente della CIA). Alla fine dell'interrogatorio il tenente McPherson (il soldato rapito) ha una colluttazione con Castavinh dove il primo ha la meglio e uccide il suo torturatore, ma alla vista dei Delta (che lui scambia per altri paramilitari della CIA) scappa calandosi di sotto utilizzando una fune, la squadra lo segue e scoprono una base operativa della CIA.
Poco dopo il soldato del 33° scappato ordina ai suoi commiltoni di uccidere la squadra Delta, la quale, non riuscendo a chiarire l'equivoco, è costretta a uccidere i soldati americani pur di difendersi. Successivamente arrivano ad un mercato trovano il 33° che raduna dei civili. La squadra Delta tenta di fermare il rastrellamento, convinta che i civili verranno successivamente giustiziati.
La squadra si rende conto che il 33° è fuori controllo e va fermato, ma Walker insiste per trovare Konrad e per far luce sull'intera vicenda, dato che conoscendolo bene (Walker prova molta fiducia verso Konrad dato che gli ha salvato la vita a Kabul durante la guerra in Afghanistan), il colonnello non li avrebbe mai abbandonati in quel modo. La squadra Delta trova finalmente "il nido" che è un centro commerciale abbandonato dove il 33° sta radunando altri civili con l'intenzione di ucciderli tutti, i Delta decidono di fermarlo ma all'improvviso si sente la stessa voce del DJ del 2º capitolo provenire da dagli altoparlanti che comunica che è colpa della squadra Delta se è scoppiata di nuovo la guerra tra gli insorti locali e il 33°. La squadra viene scoperta e combatte per l'intero edificio ma sfortunatamente i civili vengono portati via dal 33°.

### Capitolo 5 (Il bordo)
Mentre la squadra Delta si incammina per cercare i civili, Adams domanda al capitano Walker come mai è così silenzioso, Walker dice che sta pensando a cos'è successo a Dubai durante quei 6 mesi, e decide di condividere alla sua squadra i suoi pensieri.
Il capitano Walker crede che dopo la fallita evacuazione di Dubai il 33° abbia incolpato il Col. Konrad del fallimento e di conseguenza ammutinandosi contro di lui, successivamente, il battaglione è ritornato in città come forza d'occupazione, commettendo atrocità contro i civili con l'intento di mantenere l'ordine. L'ammutinamento avrebbe provocato così una spaccatura interna nel 33°; da una parte c'erano quelli che volevano proseguire la missione sotto il comando del colonnello, mentre l'altra fazione, la più numerosa, voleva rimanere a Dubai e governarla con la forza. Walker non riesce però a capire cosa ci faccia la CIA a Dubai e perché si è schierata con la popolazione locale e combatte un battaglione dell'esercito americano.
Improvvisamente Lugo capta una trasmissione del 33° e scopre che i Dannati torturano l'agente Daniels, anch'esso della CIA. Walker e la sua squadra decidono di dirigersi verso la fonte del segnale per liberarlo e scoprire perché la CIA è coinvolta in questa faccenda ed anche eventuali notizie sul colonnello Konrad scomparso da molto tempo.
La squadra si trova alla cima di un grattacielo e Lugo comunica che la fonte del segnale è esattamente ai piedi dell'edificio, Adams e Lugo pensano che sia una trappola del 33° per attirarli allo scoperto ma Walker non si tira indietro. La squadra Delta per raggiungere la fonte del segnale e scendere più in basso va da un edificio all'altro utilizzando delle funi, infatti in uno di questi edifici trovano un dossier della CIA, nella quale scoprono che i Delta non sono stati i primi ad arrivare a Dubai, infatti subito dopo che la trasmissione di Konrad fu captata il governo americano decide di mandare una squadra di agenti della CIA nome in codice "Gray Fox" composta dagli agenti: Brian Castavinh, Thomas Daniels, Rick Gould e Jeff Riggs in cerca di sopravvissuti esattamente come la squadra Delta.
Dopo aver attraversato vari edifici il capitano Walker dice che la voce del DJ che esce dagli altoparlanti gli è familiare, infatti Walker ritiene che sia un reporter di nome Robert Darden che aveva incontrato anni fa a Kabul e seguiva Konrad e il 33° dappertutto. Il capitano pensa che forse dopo l'ammutinamento il radiofonista abbia preso il comando del 33°.
Walker e i suoi tentano di uscire dall'ennesimo edificio, Walker calcia una porta ma sfortunatamente un grosso cumulo di sabbia gli cade addosso facendolo precipitare in un buco e successivamente scivolando per svariati piani nel vuoto Walker tenta di salvarsi aggrappandosi a un'asta per bandiere, si aggrappa e lega una corda per allentare la caduta, il piano funziona infatti la corda tiene efficacemente il suo peso ma l'asta si spezza costringendolo così ad una rovinosa caduta per diversi metri precipitando in un cumulo di macerie dove perde i sensi.

### Capitolo 6 (La fossa)
Walker si risveglia da solo, tenta di contattare i suoi uomini ma senza successo a causa del segnale disturbato, nel frattempo una pattuglia del 33° cerca il corpo del capitano Walker per vedere se è effettivamente morto. Walker armato solo di pistola e fucile tenta di resistere da solo, ma i nemici sono troppi e fatica a tenerli a bada. Fortunatamente Adams e Lugo sopraggiungono, e i tre riescono a sopraffare la pattuglia.
Dopo essersi ricongiunti Walker e i suoi uomini si dirigono di nuovo verso il segnale dell'agente Daniels, nel cammino trovano una fossa comune piena di centinaia di cadaveri, incluso un gruppo di soldati del 33° barbaramente giustiziati dai loro stessi commilitoni, confermando la teoria di Walker sulla faida interna. I Delta arrivano alla sorgente del segnale, dove trovano il cadavere dell'agente Daniels appeso a testa in giù, brutalmente torturato e in avanzato stato di decomposizione. Sulla bocca del corpo  trovano un piccolo altoparlante, per far credere a qualcuno che Daniels fosse ancora vivo. Il radiofonista contatta Walker dicendogli che la trappola era per l'agente Gould (un altro componente della squadra Gray Fox) ma che Walker e i suoi uomini verranno uccisi lo stesso, dato che non sa da che parte stiano i nuovi venuti. Un massiccio numero di nemici si dirige verso la posizione dei Delta per ucciderli, ma in loro aiuto arriva Gould che sa esattamente che la squadra del protagonista è della Delta Force e li fa uscire vivi dalla trappola orchestrata dal 33°, conquistandosi così la fiducia di Walker.
Ma il radiofonista ha un ultimo asso nella manica contro la squadra Delta infatti gli scaglia addosso un Little-Bird pesantemente armato di mitragliatrici Gatling e missili, la squadra riesce fortunatamente a sfuggire al raid dell'elicottero ma perde i sensi a causa del crollo dell'edificio e relative macerie.

### Capitolo 7 (La battaglia)
La squadra si risveglia all'interno delle macerie con Adams ferito alla caviglia, ma viene rimesso in sesto da Lugo. Adams suggerisce di chiamare l'estrazione e tornare alla base, ma Walker controbatte dicendo che ci sono ben 12 km di deserto e tempesta di sabbia ed è impossibile per un elicottero venirli a prendere e riportarli a casa, l'unica opzione per Walker è di allearsi con la CIA per distruggere il 33° ormai impazzito, ma Adams si mostra molto diffidente nei confronti della CIA dato che non sa che intenzioni ha, ma Walker lo rassicura dicendogli che se non fosse stato per l'aiuto di Gould sarebbero morti, ed infine dice che non si tratta più di trovare Konrad ma di fare la cosa giusta.
Walker viene contattato da Gould che gli rivela cosa ci faceva la CIA a Dubai dicendogli che sono in cerca di sopravvissuti ma la trasmissione s'interrompe improvvisamente a causa di uno scontro tra insorti e 33°, la squadra decide di dirigersi verso la posizione di Gould per dargli una mano.
I Delta riescono a trovarlo ma a causa dello schianto di un elicottero lo perdono di vista, mentre lo cercano trovano un'autostrada con un gran numero di soldati del 33° impiccati ai lampioni e in stato di decomposizione, dopo aspri combattimenti contro il 33° la squadra trova svariati cadaveri di insorti ma con un insolito odore infatti appena risalgono la superficie trovano un gruppo di insorti mentre vengono bombardati con il fosforo bianco da parte del 33°.
Finalmente i Delta trovano l'agente Gould ma è stato catturato dal 33° e pur di farlo parlare e rivelare la posizione dell'agente Riggs, l'ultimo sopravvissuto della squadra Gray Fox, il 33° giustizia i civili davanti ai suoi occhi ma l'agente Gould non cede, allora il suo aguzzino decide di ucciderlo sapendo che non parlerà. 
A questo punto il giocatore per la prima volta deve decidere cosa fare, se liberare Gould oppure salvare i civili.
Alla fine l'agente Gould muore in tutti e due i casi, ma non prima di ordinare ai Delta di attaccare il "cancello", la squadra decide di dirigersi là. Durante il tragitto Lugo ha un battibecco con Adams dicendo che la missione ha preso una brutta piega, dato che sono tutti morti e che non sanno nemmeno cosa stia succedendo, sfogandosi così contro Adams, che gli sferra un pugno, il capitano interviene dicendo che sono nel bel mezzo di una zona di guerra e litigare tra di loro è l'ultima cosa di cui hanno bisogno per uscirne vivi. Lugo e Adams si calmano e la squadra prosegue la strada verso il "cancello".

### Capitolo 8 (Il cancello)
La squadra arriva a destinazione, ma c'è un problema: "il cancello" non è altro che un enorme avamposto del 33° pesantemente sorvegliato e con un altissimo numero di soldati di guardia, Adams neutralizza la vedetta silenziosamente mentre il resto della squadra esamina la situazione, sanno esattamente che non possono attaccare direttamente l'avamposto dato che verrebbero annientati all'istante, Adams trova un mortaio con colpi al fosforo bianco (lo stesso usato contro gli insorti poco fa), Walker ordina ad Adams di assemblarlo ma Lugo è riluttante su questa scelta dato che l'intera squadra ha visto gli effetti devastanti che provoca su un corpo umano, ma Walker replica che non c'è altra scelta. Dopo aver assemblato il mortaio, la squadra comincia a bombardare il campo con il fosforo bianco, a bombardamento finito la squadra attraversa l'avamposto ormai devastato con soldati del 33° bruciati vivi oppure orribilmente mutilati a causa delle ferite gravi che provoca quella sostanza.
Verso l'uscita però trovano un ultimo soldato, nonché ufficiale del 33°, in agonia col volto e corpo martoriato dal fosforo bianco che chiede alla squadra il perché di quest'azione, il capitano Walker gli risponde che non gli ha lasciato scelta e lui gli risponde morente che volevano soltanto aiutare, il capitano al suono di quelle parole fa una scoperta a dir poco agghiacciante: all'interno delle tende trova tutti e 47 corpi di civili orribilmente bruciati dai colpi al fosforo bianco sparati da loro durante l'attacco, Walker ne rimane pesantemente traumatizzato e alle domande della squadra su chi fossero quei civili, il capitano risponde che erano gli stessi civili che il 33° aveva portato via dal "nido" per tenerli al sicuro durante gli scontri, infatti Gould voleva attaccare questo posto per liberarli, mentre Lugo fa un'altra sfuriata sugli ordini impartiti dal loro superiore, Walker ordina freddamente alla squadra di proseguire e giura vendetta sul 33° per quello che è stato costretto a fare.
Dopo l'accaduto i soldati del 33º sopravvissuti al bombardamento li attaccano, Walker e la sua squadra si addentrano all'interno di un edificio uccidendoli tutti, a scontro finito si dirigono al piano superiore del complesso, sfondano una porta e trovano dei cadaveri legati a delle sedie bruciati vivi col fosforo bianco, Walker raccoglie le loro piastrine riconoscendoli immediatamente: sono del comando di Konrad.
All'improvviso si sente la voce di Konrad attraverso una ricetrasmittente, confessa di averli fatti uccidere perché si sono ammutinati, alla richiesta di spiegazioni da parte del capitano, il colonnello replica che si tratta di pura e semplice sopravvivenza e che se voleva mantenere l'ordine doveva farne un esempio, infine ordina al capitano di presentarsi fuori dall'edificio e Walker decide di stare al suo gioco, per ora.

### Capitolo 9 (La strada)
Walker e la sua squadra vanno al luogo dell'incontro, arrivati trovano due persone appese (rispettivamente un civile ed un soldato) ad un cartellone autostradale con quattro cecchini che li puntano, Konrad rassicura Walker e i suoi che i cecchini non gli spareranno, infatti questo è un test rivolto specificatamente a Walker in cui deve decidere chi merita di morire tra quei 2 ed espone le loro accuse: il civile ha rubato dell'acqua e secondo la legge marziale è un delitto capitale e il soldato invece l'ha arrestato ma anche ucciso la sua intera famiglia, le conseguenze furono che cinque innocenti morirono per colpa loro perché non sapevano controllare i propri istinti. Qui il capitano può decidere chi dei due deve ammazzare oppure può sparare direttamente ai cecchini.
1) Se viene presa la prima decisione il colonnello si congratula con Walker dicendogli che avrebbe svolto un bel lavoro al suo fianco, ma nell'area successiva il 33° attacca i Delta. Alla richiesta del capitano di cessare il fuoco Konrad dice che non vuole negare ai suoi uomini di vendicarsi dei Delta per quello che hanno fatto al cancello.
2) Se viene intrapresa la seconda decisione il colonnello si arrabbia con il capitano, ma Walker vuole dimostrare che non lo conosce affatto. Tuttavia i due ostaggi vengono comunque colpiti dai proiettili vaganti (nel finale si scoprirà però che i due erano cadaveri e non ostaggi; per questo Adams e Lugo non si preoccupano della loro salvezza e domandano a Walker di allontanarsi da lì).
In ogni caso la squadra Delta affronta un esiguo numero di nemici fino a quando non arriva una tempesta di sabbia, la loro occasione perfetta per sfuggire alla vista di Konrad, riescono a sfuggire alla tempesta riparandosi in un container. Il capitano Walker comunica al colonnello che evacuerà i civili e che affronterà la corte marziale per quello che ha fatto.

### Capitolo 10 (Riggs)
Dopo che la tempesta si è calmata la squadra esce fuori dal container, appena usciti Walker comunica alla squadra che al colonnello Konrad serviva una postazione molto elevata per osservarli da quella distanza, infatti Walker nota in lontananza il Burj Khalifa, il grattacielo più alto di Dubai (nonché del mondo) e decide di dirigersi là insieme ai suoi uomini.
La squadra si mostra preoccupata per il proprio capitano dato che dubitano delle sue capacità di giudizio e si chiedono se la sua salute mentale sia peggiorata in qualche modo dagli eventi recenti, ma lui gli risponde seccamente che sta bene, e anche se gli eventi recenti lo hanno segnato in qualche modo, evacuerà Dubai costi quel che costi.
Durante il tragitto verso il grattacielo la squadra Delta sente degli spari in lontananza e vedono il 33° che combatte contro i ribelli e allo stesso tempo captano una trasmissione d'emergenza da parte dell'agente Riggs, l'ultimo sopravvissuto della squadra Gray Fox che chiede aiuto dato che il 33° lo sta tenendo sotto attacco, Walker e i suoi decidono di arrivare in suo soccorso, dopo vari combattimenti, la squadra Delta riesce a respingere con successo l'incursione del 33° e Riggs li fa entrare all'interno del suo nascondiglio.
Qui l'agente Riggs rivela che poiché il 33° è troppo forte e finanziare i ribelli locali non è servito ad altro che a provocare ulteriori massacri, bisogna a tutti i costi mettere le mani sulle riserve idriche della città, per mettere finalmente in ginocchio i Dannati e salvare la popolazione superstite; Walker accetta di aiutare Riggs e i ribelli a rubare le riserve idriche, accumulate nel più grande acquario di Dubai.
Riggs e la squadra Delta si dirigono verso l'acquario, ripulendo vari edifici, incontrando anche le squadre Zulu (le squadre speciali del 33°, che hanno dei fanti corazzati e difficili da abbattere). Appena prima di arrivare all'acquario Riggs e i Delta si separano, i Delta uccidono le guardie all'interno mentre Riggs conduce l'attacco diversivo. Durante l'intrusione Konrad avverte Walker di non fidarsi in alcun modo della CIA. La squadra Delta e i loro alleati riescono ad assicurarsi dei camion, da usare per fuggire.

#### Rubare l'acqua
In questa sezione Walker scorta i camion rubati fuori Dubai con un lanciagranate, ma il 33° farà di tutto per riprenderseli, infatti Konrad non vuole far morire i suoi stessi soldati. Durante la fuga diversi soldati del 33° attaccano i camion con l'ausilio di Humvee e addirittura un Little-Bird pesantemente armato.
Alla fine l'agente Riggs fa schiantare il suo camion di proposito causando un tamponamento a catena tra tutti i camion, Walker viene scagliato via dalle esplosioni schiantandosi contro la vetrata di un edificio e perdendo i sensi e con la sua squadra dispersa.

### Capitolo 11 (Da solo)
Walker si risveglia con un'allucinazione di Konrad che gli rivela che la città ora morirà di sete e che a causare tutto questo è stata solo colpa sua e poi scompare. Walker si libera dalle macerie presentando molte ferite (tra cui la parte destra della testa parzialmente ustionata), mentre s'incammina zoppicante incontra dei civili che fanno scorta d'acqua nei camion distrutti, durante il tragitto riesce a trovare Riggs, incastrato tra le macerie; l'agente della CIA, morente, afferma che era sua intenzione salvare la popolazione, ma la priorità per il governo americano e quello degli Emirati è essenzialmente la distruzione del 33°, per evitare un incidente internazionale o peggio una guerra tra USA e Medio Oriente. Riggs, nonostante questa decisione estrema, che ha di fatto condannato migliaia di civili a morire di sete in pochi giorni, ritiene di aver agito nel giusto. Walker trova una pistola e qui si può decidere del destino di Riggs; puoi sparargli in testa, oppure lasciarlo morire bruciato.
In ogni caso Lugo contatta Walker chiedendogli del suo stato e quello di Riggs, lui risponde che sta bene ma che Riggs è morto, dicendogli anche che ha fregato tutti facendo schiantare i camion, perché tutti moriranno incluso Walker e i suoi uomini ma la trasmissione viene bruscamente interrotta dal 33° che assalta il centro commerciale dove Lugo e Adams si sono rifugiati, Walker si dirige verso di esso per salvare la sua squadra.
Walker riesce ad addentrarsi all'interno, e trova Lugo che viene tenuto in ostaggio da un ufficiale del 33° e Adams barricato in riparo, la richiesta dell'ufficiale è semplice, arrendersi oppure Lugo muore, Walker riesce a liberare Lugo dal suo aguzzino, ora l'obbiettivo della squadra è ricongiungersi perché si trovano in piani e sezioni differenti del complesso.
Dopo un combattimento ed essersi riuniti, i Delta riescono a catturare un altro ufficiale del 33°, che interrogato rivela la posizione del DJ e dove trasmette cioè nell'edificio Trans-Emirates, la squadra decide di andare da lui, zittirlo ed organizzare un'evacuazione in tempo breve per evitare la morte per disidratazione dei sopravvissuti, infatti l'apparecchiatura radio che ha in possesso riesce a trasmettere all'intera città.

### Capitolo 12 (I tetti)
La squadra raggiunge i tetti per dirigersi al grattacielo Trans-Emirates dov'è nascosto il radiofonista, dopo aver eliminato una squadra di cecchini sul tetto del Burj Al Arab, Walker si cala da una fune per andare ad un altro edificio, qui ha un'allucinazione, infatti dopo aver steso un cecchino del 33°, nota che ha le sembianze di Adams e tenta di ucciderlo, ma Walker lo precede picchiandolo brutalmente con il suo fucile spaccandogli la testa, quando l'allucinazione è sparita il cecchino steso riprende le sue fattezze originali, i suoi uomini trovando il corpo dell'uomo con la testa fracassata chiede al capitano Walker perché l'ha fatto e lui risponde che è stato colto alla sprovvista.
La squadra Delta trova il Trans-Emirates ma è pieno di nemici, decidono di liberarlo utilizzando fucili di precisione e poi usare un cavo per arrivare dall'altra parte. I Delta arrivano alla postazione del radiofonista, che li accoglie, arrendendosi alle sue richieste infatti lascia Lugo esaminare ed utilizzare la sua apparecchiature, ma improvvisamente quest'ultimo estrae la pistola freddandolo con diversi colpi, Adams adirato dall'accaduto gli chiede spiegazioni ma lui replica che era necessario dato che non li avrebbe lasciati andare via vivi.
Dopo aver detto a tutti i cittadini dell'evacuazione tramite radio, Konrad contatta Walker e gli dice che è impossibile evacuare Dubai, dato che ci ha provato lui ma ha fallito miseramente perdendo più di 1300 persone tra uomini, donne e bambini, il colonnello pur di impedirgli di portare a termine l'evacuazione gli manda un blackhawk pieno di rinforzi nemici che atterra vicino alla loro posizione. Adams suggerisce al capitano di rubare il blackhawk e scappare dalla zona, Walker è d'accordo all'idea, infatti Adams e Walker tentano di rubarlo mentre Lugo rimane indietro a coprirli con il suo fucile di precisione. Il piano riesce, infatti, riescono a raggiungerlo e salgono a bordo, Adams lo fa partire mentre Walker maneggia la minigun per coprire la ritirata di Lugo che riesce a salire a bordo con successo, il capitano decide di mandare un messaggio al colonnello distruggendo la torre radio del reporter, togliendo la possibilità a chiunque di comunicare.
La scena successiva è la stessa identica del prologo, il capitano infatti dice:"ma l'abbiamo già fatto..." (questo è un segno della crescente pazzia del capitano Walker), il capitolo 12 finisce esattamente come il prologo, cioè l'elicottero precipita e si schianta nel deserto.

### Capitolo 13 (Adams)
La sequenza inizia con un'altra allucinazione del capitano Walker, dove gli parla Konrad, dicendogli che piuttosto di abbandonare quella gente ha scelto la dannazione, Walker infatti nel suo camino trova le sue stesse vittime che gli rinfacciano i terribili errori che ha commesso il capitano durante la sua missione a Dubai come l'ufficiale del 33° che ha ucciso nei bombardamenti col fosforo, l'agente Gould, l'agente Riggs ed infine trova Lugo, ma non riesce a salvarlo mentre viene risucchiato dalla sabbia davanti ai suoi occhi. Il colonnello gli racconta che prima del loro arrivo a Dubai vivevano 5000 persone ma non sa quante ne sono morte o quante ne sopravviveranno a causa delle loro azioni e finisce dicendo che il suo compito non era di proteggere i sopravvissuti dalla tempesta, ma proteggerli da loro (riferito alla squadra Delta).
Walker si risveglia dall'allucinazione in una distesa desertica piena di rottami di yacht, con Adams che continua a contattarlo chiedendogli dove si trova, il capitano cerca di intercettare Lugo ma lui non risponde alla radio, il capitano Walker si dirige al luogo dello schianto e trova Adams ferito, circondato e sotto attacco dal 33°. Dopo averlo curato e liberato l'area dai nemici, captano la trasmissione di Lugo che dice di essere disarmato, bloccato e di essersi rotto il braccio durante lo schianto, Adams e Walker decidono di andare a cercarlo, successivamente Lugo comunica che andrà in un campo profughi a nascondersi.
Durante il tragitto Adams ha un diverbio con il capitano Walker su come sta gestendo la missione e della sua crescente psicosi verso Konrad perché hanno appena abbattuto una torre radio piena di soldati americani e ne sta facendo anche una faccenda personale, Walker gli risponde aggressivamente dicendo che sono dei soldati addestrati ad uccidere.
Ma quando stanno per arrivare al campo profughi, sentono Lugo che chiede aiuto mentre alcune persone lo stanno trascinando via, i due si recano in fretta e furia verso la sua posizione, ma lo trovano malridotto e impiccato con alcuni civli nelle vicinanze, Walker ed Adams sparano alla corda tirandolo giu dal patibolo, Walker tenta di rianimarlo in tutti i modi possibili ma senza successo mentre Adams tiene occupati i civili, che inneggiano contro quelli che considerano degli invasori. Walker capisce che sono stati i civili ad ucciderlo e qui si può scegliere se risparmiarli sparando in aria o farne un massacro.
Il capitano Walker decide, quindi, di non salvare più i civili, ma uccidere il colonnello John Konrad ed ogni singolo soldato del 33° che lo intralcerà nella sua ultima missione.

### Capitolo 14 (Il ponte)
Sono rimasti soltanto Walker ed Adams in vita e sono vicini al Burj-Khalifa dove è rintanato il colonnello Konrad; decidono quindi di dirigersi là per ucciderlo. Il protagonista durante la missione ha due allucinazioni ,una dove vede il luogo infuocato con persone che stanno bruciando e che poi danno fuoco pure a Walker ,visto che era colpa sua se avevano subito quel dolore ; un'altra allucinazione dove vede un soldato corazzato nemico con le sembianze di Lugo, che oltretutto lo accusa di non averlo salvato e di aver trasformato la squadra Delta in un reparto di assassini e criminali di guerra.  Dopo aver combattuto duramente e aver fatto strage di nemici, alla fine Walker e Adams vengono accerchiati da Little-Bird e da numerosi avversari, i quali chiedono ai due Delta di arrendersi. Adams non è intenzionato a farlo, mentre Walker sì, affermando che questo è l'unico modo per arrivare a Konrad. Adams quindi lo spinge giù dal bordo della piccola sala in cui si trovano e muore ucciso dagli elicotteri, mentre Walker inizia a correre verso il palazzo di Konrad.

### Capitolo 15 (Benvenuto)
Walker, giunto nel palazzo, viene accolto dagli ultimi militari rimasti del 33° i quali gli annunciano che ormai Dubai è sua e che Konrad si trovava al piano superiore ad aspettarlo. Servendosi di un ascensore, arriva alla sua meta e trova il colonnello che sta dipingendo un quadro il quale raffigura la strage provocata da Walker con il fosforo bianco al "cancello". Il colonnello Konrad inizia a spiegargli che quel "dipinto" l'aveva fatto il capitano con le sue stesse mani e che aveva anche sacrificato Lugo e Adams solo per far credere a se stesso di essere un eroe; successivamente Konrad fa camminare Walker fino ad una sedia, su cui scopriremo subito esserci un cadavere. Questo si rivela essere il cadavere di John Konrad, quindi tutti i dialoghi che Walker ha avuto con lui erano completamente immaginari; Walker rivede molte delle illusioni a cui aveva assistito negli ultimi giorni e capisce di averle create per mettere a tacere i crescenti sensi di colpa per le tanti morti che ha causato e che avrebbe di certo evitato obbedendo agli ordini iniziali. La scena a questo punto cambia e si passa davanti ad uno specchio in cui Walker vede se stesso e anche Konrad con una pistola puntata contro di lui. Qui il giocatore può concludere il gioco in 4 quattro modi :
1) Può scegliere di lasciarsi sparare da Konrad o puntare l'arma verso se stessi e in questi due casi Walker si suiciderà. Quindi si risente il messaggio con cui Konrad annunciava il fallimento dell'evacuazione.
2) Può scegliere di sparare a Konrad; questi gli dice di non essere troppo severo con se stesso, che può ancora tornare a casa sano e salvo. Inoltre, scopriremo che la pazzia di Walker era reale: infatti, dopo avere sparato a Konrad di fronte allo specchio, si reca sul balcone e viene raggiunto da un soldato che gli chiede cosa ha intenzione di fare adesso, lui si gira e chiede una radio, ma poi si accorge che non c'è nessuno. Successivamente, nell'epilogo, si possono affrontare ed uccidere tutti i militari che si presenteranno fuori dall'edificio, mandati del tempo dopo per riportarci a casa (si può notare dal fatto che Walker abbia la barba lunga, mentre nel gioco l'ha avuta sempre corta); rimanendo a Dubai senza più acqua certamente Walker morirà nei giorni successivi. 
3) Può scegliere di affrontare e farsi uccidere dai militari; mentre è agonizzante Walker sentirà per l'ultima volta Konrad, secondo il quale tutti i soldati, se "passano una certa linea" sono destinati a morire in combattimento.
4) Può scegliere di arrendersi ai militari abbassando la propria arma e tornare a casa, ma gli eventi che ha vissuto lo segneranno per il resto della sua vita. Si può presupporre che i militari inviati si occuperanno di evacuare anche la popolazione di Dubai sopravvissuta, essendo venuta meno la minaccia dei Dannati del 33°.

## Doppiatori
- Capitano Martin Walker: Nolan North (originale), Matteo Zanotti (italiano)
- Tenente Alphonso Adams: Christopher Reid (originale), Alessandro Zurla (italiano)
- Sergente John Lugo: Omid Abtahi (originale), Gabriele Marchingiglio (italiano)
- John Konrad: Bruce Boxleitner (originale), Natale Ciravolo (italiano)
- John McPherson: Steven Walters (originale), Marco Pagani (italiano)
- Jeff Riggs: Patrick Quinn (originale), Marco Balbi (italiano)
- Rick Gould: Chris Cox (originale)
- Robert Darden "il radiofonista": Jake Busey (originale), Claudio Ridolfo (italiano)
- Brian Castavin: Roberto Accornero (italiano)
- Josh Forbes: Claudio Colombo (italiano)

## Accoglienza
La rivista Play Generation diede alla versione per PlayStation 3 un punteggio di 80/100, apprezzando la trama e l'ambientazione entrambe ben realizzate, le quali avrebbero "costretto" a giocarlo tutto d'un fiato e come contro il sistema di gioco che poteva risultare monotono e la modalità Campagna non molto longeva, finendo per trovarlo uno sparatutto bellico che si distingueva dalla massa per la storia molto solida e ben costruita rivelandosi un titolo che sarebbe piaciuto ai giocatori dal grilletto facile.